# Puente de Euripo
El puente de Euripo es un puente que se encuentra en Calcis y que atraviesa el estrecho de Euripo, que forma la parte central y más estrecha del canal que separa la isla de Eubea de Grecia continental.
Construido en 1992, el puente fue el primer puente de carretera atirantado en Grecia. Un desafío técnico durante el diseño y la fase de construcción fue la plataforma de concreto pretensado longitudinal y transversalmente extremadamente delgada (L/480), con solo 45 cm de espesor constante, que proporciona la rigidez suficiente para abandonar cualquier viga longitudinal. Por lo tanto, los cables de suspensión de múltiples hilos tienen una separación más estrecha de aproximadamente 5 m con una inclinación mínima de 23 grados y se usaron directamente para soportar los encofrados en voladizo libres durante la construcción de la plataforma. Para un mayor rendimiento sísmico, la plataforma de concreto está conectada monolíticamente con las torres. La reacción restringida debido al aumento de temperatura se puede manejar bien debido a las torres delgadas y la superestructura blanda. En los pilares de transición en los extremos del puente, se utilizan elementos de péndulo de tensión articulados para transferir fuerzas de elevación a la subestructura.